# Прискорення

Прискорення — це зміна швидкості. У будь-якій точці траєкторії прискорення задається не тільки зміною абсолютного значення швидкості, а й її напрямку. Прискорення визначається як границя відношенні приросту швидкості до інтервалу часу, за який цей приріст відбувся.

Приско́рення, пришви́дшення  — векторна фізична величина, похідна швидкості по часу і за величиною дорівнює зміні швидкості тіла за одиницю часу.
{\displaystyle \mathbf {a} ={\frac {d\mathbf {v} }{dt}}\;}
Оскільки швидкість — похідна по часу від радіус-вектора {\displaystyle \mathbf {r} } рухомої матеріальної точки, то прискорення можна записати, як другу похідну по часу від радіус-вектора:
{\displaystyle \mathbf {a} ={\frac {d^{2}\mathbf {r} }{dt^{2}}}\;}
Прискорення, як векторна величина здебільшого позначається літерою {\displaystyle \mathbf {a} } або {\displaystyle {\vec {a}}}, а коли йдеться лише про кількісне значення прискорення — a (від лат. acceleratio — прискорення).
Часто у фізиці для позначення прискорення використовують дві крапки над позначенням координати чи радіуса-вектора, або одну крапку над символом швидкості:
{\displaystyle \mathbf {a} ={\ddot {\mathbf {r} }}={\dot {\mathbf {v} }}.}

## Означення поняття
Швидкість тіла в інерційній системі відліку може змінюватись під дією зовнішніх впливів на тіло. Прискорення є характеристикою цієї зміни.
Нехай матеріальна точка у мить часу t має швидкість {\displaystyle \mathbf {v} (t)}, а у мить {\displaystyle t+\Delta t} її швидкість {\displaystyle \mathbf {v} (t+\Delta t)} (див. рисунок). За означенням, середнє прискорення за час Δt
{\displaystyle \mathbf {a} ={\frac {\Delta \mathbf {v} }{\Delta t}},}
де {\displaystyle \Delta \mathbf {v} =\mathbf {v} (t+\Delta t)-\mathbf {v} (t)} — зміна швидкості за час Δt. Миттєве прискорення (прискорення у певну мить часу, в окремій точці траєкторії) визначається виразом
{\displaystyle \mathbf {a} =\lim _{\Delta t\rightarrow 0}{\frac {\mathbf {v} (t+\Delta t)-\mathbf {v} (t)}{\Delta t}}=\lim _{\Delta t\rightarrow 0}{\frac {\Delta \mathbf {v} }{\Delta t}}={\frac {d\mathbf {v} }{dt}}.}
Отже, прискорення визначає зміну швидкості в часі як за величиною, так і за напрямком. Можна переконатися, що в загальному випадку вектор {\displaystyle \mathbf {a} }, напрямлений всередину увігнутості кривої, якою рухається точка.
Рух тіла, під час якого його прискорення не змінюється (ні за величиною, ні за напрямком), називається рівноприскореним рухом. У фізиці термін прискорення застосовується і в тих випадках, коли швидкість тіла за модулем не збільшується, а зменшується, тобто тіло сповільнюється. При сповільненні вектор прискорення направлений проти руху, тобто протилежний до вектора швидкості.
Прискорення — одне з базових понять класичної механіки. Воно поєднує між собою кінематику й динаміку. Знаючи прискорення, а також початкові положення й швидкості тіл, можна передбачити, як тіла будуть рухатися надалі. З іншого боку, значення прискорення визначається законами динаміки через сили, що діють на тіла.

## Одиниці вимірювання
Абсолютна величина прискорення вимірюється в системі SI в метрах на секунду в квадраті (м/с2). Існує також позасистемна одиниця ґал (англ. gal), котре використовується у гравіметрії і дорівнює 1 см/с2. Часто прискорення також вимірюють, вибираючи за одиницю прискорення вільного падіння, яке позначають латинською літерою g, тобто говорять, що прискорення становить, наприклад, 2g.
|            | м/с²     | фут/с²    | g          | см/с²   |
| ---------- | -------- | --------- | ---------- | ------- |
| 1 м/с² =   | 1        | 3,28084   | 0,101972   | 100     |
| 1 фут/с² = | 0,304800 | 1         | 0,0310810  | 30,4800 |
| 1 g =      | 9,80665  | 32,1740   | 1          | 980,665 |
| 1 см/с² =  | 0,01     | 0,0328084 | 0,00101972 | 1       |

## Прискорення в траєкторному описі. Тангенціальне і нормальне прискорення

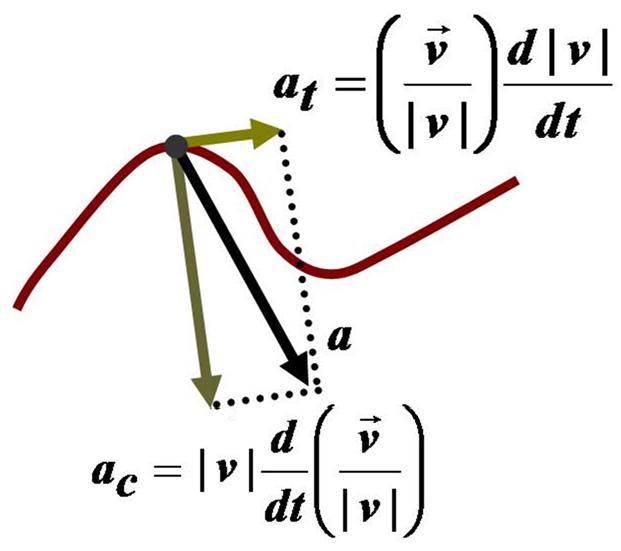
Тангенціальне і доцентрове прискорення

Прискорення — векторна величина. Його напрямок не завжди збігається із напрямком швидкості. В загальному випадку вектор прискорення утворює з вектором швидкості деякий кут і розкладається на дві складові. Складова вектора прискорення, яка направлена рівнобіжно до вектора швидкості, отже, вздовж дотичної до траєкторії, називається тангенціальним прискоренням. Складова вектора прискорення, що направлена прямовисно до вектора швидкості, а отже, вздовж нормалі до траєкторії, називається нормальним прискоренням.
{\displaystyle \mathbf {a} ={\frac {d\mathbf {v} }{dt}}={\frac {dv}{dt}}\left({\frac {\mathbf {v} }{v}}\right)+v{\frac {d}{dt}}\left({\frac {\mathbf {v} }{v}}\right)={\frac {dv}{dt}}\mathbf {u} _{t}+{\frac {v^{2}}{R}}\mathbf {u} _{n}=\mathbf {a} _{t}+\mathbf {a} _{n},}
де R — радіус кривини лінії руху у точці, що розглядається.
Перший член у цій формулі задає тангенціальну складову прискорення (тангенціальне прискорення) і визначає зміну швидкості за величиною. Другий — нормальна складова прискорення (нормальне, або доцентрове прискорення) і характеризує зміну швидкості за напрямком. Зміна напрямку одиничного вектора завжди перпендикулярна до цього вектора, тому другий член в цій формулі нормальний до першого.
Проєкції вектора {\displaystyle \mathbf {a} } на напрям вектора швидкості і на напрям, перпендикулярний до вектора швидкості даються виразами:
{\displaystyle a_{t}={\frac {dv}{dt}}={\frac {d^{2}s}{dt^{2}}};}
{\displaystyle a_{n}={\frac {v^{2}}{R}}.}
Слід зазначити, що часто {\displaystyle a_{t}} і {\displaystyle a_{n}} (проєкції відповідних векторів) називають тангенціальним прискоренням і нормальним прискоренням (як і відповідні вектори).
Модуль повного прискорення
{\displaystyle a={\sqrt {a_{t}^{2}+a_{n}^{2}}}={\sqrt {{\frac {dv}{dt}}^{2}+{\frac {v^{4}}{R^{2}}}}}.}
У разі обертального руху, використовується визначення кутове прискорення, яке характеризує зміну кутової швидкості у часі і за подібністю до лінійного прискорення обчислюється за формулою:
{\displaystyle {\boldsymbol {\varepsilon }}={\frac {d{\boldsymbol {\omega }}}{dt}}.}
Існує зв'язок між тангенціальним і кутовим прискореннями:
{\displaystyle a_{t}={\boldsymbol {\varepsilon }}\cdot R.}

## Векторний та координатний опис прискорення
Прискорення у векторному записі
{\displaystyle \mathbf {a} ={\frac {d\mathbf {v} }{dt}}={\frac {d^{2}\mathbf {r} }{dt^{2}}}.}
Оскільки
{\displaystyle {\begin{cases}\mathbf {r} =x\mathbf {i} +y\mathbf {j} +z\mathbf {k} \\\mathbf {v} =v_{x}\mathbf {i} +v_{y}\mathbf {j} +v_{z}\mathbf {k} ,\end{cases}}}
то вирази для прискорення можуть бути записані так
{\displaystyle \mathbf {a} ={\frac {dv_{x}}{dt}}\mathbf {i} +{\frac {dv_{y}}{dt}}\mathbf {j} +{\frac {dv_{z}}{dt}}\mathbf {k} }
або
{\displaystyle \mathbf {a} ={\frac {d^{2}x}{dt^{2}}}\mathbf {i} +{\frac {d^{2}y}{dt^{2}}}\mathbf {j} +{\frac {d^{2}z}{dt^{2}}}\mathbf {k} }
чи
{\displaystyle \mathbf {a} =a_{x}\mathbf {i} +a_{y}\mathbf {j} +a_{z}\mathbf {k} ,}
де
{\displaystyle a_{x}={\frac {dv_{x}}{dt}}={\frac {d^{2}x}{dt^{2}}};\quad a_{y}={\frac {dv_{y}}{dt}}={\frac {d^{2}y}{dt^{2}}};\quad a_{x}={\frac {dv_{z}}{dt}}={\frac {d^{2}z}{dt^{2}}}} — проєкції прискорення на координатні осі. Якщо рух відбувається в площині xOy, то {\displaystyle a_{z}=0}, якщо вздовж осі Ox, то {\displaystyle a_{y}=0;a_{z}=0}.
Модуль повного прискорення
{\displaystyle \left|\mathbf {a} \right|={\sqrt {a_{x}^{2}+a_{y}^{2}+a_{z}^{2}}}.}
Наведені формули дають вирази для прискорення у координатному описі.

## Прискорення тіла, що рівномірно рухається по колу

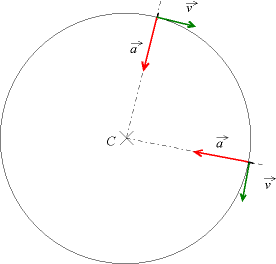
Рівномірний рух по колу. Прискорення завжди перпендикулярно швидкості та направлено до центру.

Приклад нерівномірного руху по колу (математичний маятник). Прискорення, що складається з тангенціальної та доцентрової компонент, у різні моменти змінюється від повністю дотичного до повністю нормального до траєкторії.

У випадку обертання матеріальної точки по колу із кутовою швидкістю {\displaystyle \omega }, що не змінюється за модулем, вектор повного прискорення є перпендикулярним до вектора швидкості і спрямований до центра кола й дорівнює за абсолютною величиною
{\displaystyle a=\omega ^{2}R={\frac {v^{2}}{R}}},
де R — радіус кола, {\displaystyle v=\omega R} — швидкість тіла.
У векторному записі:
{\displaystyle \mathbf {a} =-\omega ^{2}\mathbf {r} },
де {\displaystyle \mathbf {r} } — радіус-вектор. {\displaystyle |\mathbf {r} |=R}.
Знак мінус вказує на те, що прискорення спрямоване до центра кола. Таке прискорення називають доцентровим. Це окремий випадок нормального прискорення. Тангенціальна складова прискорення при рівномірному обертанні дорівнює нулю.

## Прискорення при складному руху точки
Нехай точка M рухається у рухомій системі координат, яка здійснює певний відносний рух відносно нерухомої системи координат, тобто мова йде про складний рух точки.
Рух точки у нерухомій системі координат називають абсолютним, відповідно абсолютними називають траєкторію, швидкість і прискорення цієї точки. Рух точки у рухомій системі координат називають відносним, відповідно відносними називають траєкторію, швидкість і прискорення цієї точки. Рух рухомої системи координат відносно нерухомої є для рухомої точки переносним рухом. Відповідно швидкість і прискорення точки, жорстко зв'язаної з рухомою системою координат, називають переносними.

### Теорема додавання швидкостей
Абсолютна швидкість {\displaystyle \mathbf {v} } точки при складному русі дорівнює векторній сумі відносної {\displaystyle \mathbf {v} _{r}} та переносної {\displaystyle \mathbf {v} _{e}} швидкостей:
{\displaystyle \mathbf {v} =\mathbf {v} _{e}+\mathbf {v} _{r}.}

### Теорема про додавання прискорень (теорема Коріоліса)
Абсолютне прискорення {\displaystyle \mathbf {a} } точки при складному русі дорівнює векторній сумі відносного {\displaystyle \mathbf {a} _{r}}, переносного {\displaystyle \mathbf {a} _{e}} прискорень та прискорення Коріоліса {\displaystyle \mathbf {a} _{c}}:
{\displaystyle \mathbf {a} =\mathbf {a} _{e}+\mathbf {a} _{r}+\mathbf {a} _{c},}
де {\displaystyle \mathbf {a} _{c}=2{\boldsymbol {\omega }}_{e}\times \mathbf {v} _{r}.}
Величина прискорення Коріоліса може бути обчислена за:
{\displaystyle a_{c}=2\omega _{e}v_{r}\sin({\boldsymbol {\omega }}_{e},\mathbf {v} _{r}).}

## Прискорення в динаміці
За другим законом Ньютона прискорення виникає внаслідок дії на тіло сили:
{\displaystyle m\mathbf {a} =\mathbf {F} },
де {\displaystyle m} — маса тіла, {\displaystyle \mathbf {F} } — рівнодійна всіх сил, що діють на це тіло.
Таким чином, при однаковій силі, що діє на різні тіла, прискорення тіла з меншою масою буде більшим, і, відповідно, прискорення масивнішого тіла — меншим.
Якщо на тіло, що рухається, не діють жодні сили, або ж дія всіх сил на нього зрівноважена, то таке тіло рухається без прискорення, тобто зі сталою швидкістю.

## Визначення швидкості та радіус-вектора при відомому прискоренні
Якщо відома залежність прискорення матеріальної точки від часу {\displaystyle \mathbf {a} (t)}, то її швидкість визначається інтегруванням:
{\displaystyle \mathbf {v} (t)=\mathbf {v} _{0}+\int _{t_{0}}^{t}\mathbf {a} (t^{\prime })dt^{\prime }},
де {\displaystyle \mathbf {v} _{0}} — швидкість точки в початковий момент часу {\displaystyle t_{0}}.
Залежність прискорення від часу можна визначити із законів динаміки, якщо відомі сили, що діють на матеріальну точку. Для однозначного визначення швидкості потрібно знати її значення в початковий момент.
Для рівноприскореного руху інтегрування дає:
{\displaystyle \mathbf {v} =\mathbf {v} _{0}+\mathbf {a} (t-t_{0})}.
Відповідно, повторним інтегруванням можна знайти залежність радіус-вектора матеріальної точки від часу, якщо відоме його значення в початковий момент {\displaystyle \mathbf {r} _{0}}:
{\displaystyle \mathbf {r} (t)=\mathbf {r} _{0}+\mathbf {v} _{0}t+\int _{t_{0}}^{t}\int _{t_{0}}^{t^{\prime }}\mathbf {a} (t^{\prime \prime })dt^{\prime \prime }dt^{\prime }}.
Для рівноприскореного руху:
{\displaystyle \mathbf {r} (t)=\mathbf {r} _{0}+\mathbf {v} _{0}t+\mathbf {a} {\frac {t^{2}}{2}}}.

### Для релятивістського випадку (СТВ)
Використовуючи локально-інерціальні системи відліку, можна отримати дійсне визначення прискорення через швидкість у межах релятивістської кінематики. Нехай у мить часу {\displaystyle \ t} швидкість об'єкта по осі {\displaystyle \ Ox} мала значення {\displaystyle \ v(t)} (по іншим осям — нульова), а у мить часу {\displaystyle \ t+dt} — {\displaystyle \ v(t+dt)}. Це насправді відповідає прискоренню цього об'єкта і означає, що в рамках нерелятивістської кінематики приріст швидкості за цей момент часу у власній ІСВ можна виразити як {\displaystyle \ dv=adt=adt'}. Можна уявити, що є дві ІСВ, що мають відносну швидкість {\displaystyle \ adt'}, і записати для об'єкта обернене перетворення Лоренца:
{\displaystyle \ v(t+dt)={\frac {v(t)+adt'}{1+{\frac {v(t)adt'}{c^{2}}}}}\approx (v(t)+adt')\left(1-{\frac {v(t)adt'}{c^{2}}}\right)\approx v(t)-{\frac {v^{2}(t)adt'}{c^{2}}}+adt'\Rightarrow adt'\left(1-{\frac {v^{2}(t)}{c^{2}}}\right)=a{\frac {dt}{\gamma }}\left(1-{\frac {v^{2}(t)}{c^{2}}}\right)=}
{\displaystyle \ =v(t+dt)-v(t)\Rightarrow {\frac {v(t+dt)-v(t)}{dt}}={\frac {dv}{dt}}={\frac {a}{\gamma }}\left(1-{\frac {v^{2}(t)}{c^{2}}}\right)=a\left(1-{\frac {v^{2}(t)}{c^{2}}}\right)^{\frac {3}{2}}\Rightarrow a={\frac {d}{dt}}\left({\frac {v(t)}{\sqrt {1-{\frac {v^{2}(t)}{c^{2}}}}}}\right)\qquad (.1)}.
Це рівняння можна розв'язати відносно {\displaystyle \ v(t)}. Дійсно, після інтегрування,
{\displaystyle \ at+{\frac {v_{0}}{\sqrt {1-{\frac {v_{0}^{2}}{c^{2}}}}}}=at+const_{1}={\frac {v}{\sqrt {1-{\frac {v^{2}}{c^{2}}}}}}\Rightarrow (at+const_{1})^{2}={\frac {v^{2}}{1-{\frac {v^{2}}{c^{2}}}}}\Rightarrow v={\frac {const_{1}+at}{\sqrt {1+{\frac {(const_{1}+at)^{2}}{c^{2}}}}}}\qquad (.2)}.
Отримане рівняння, знову ж таки, можна розв'язати, узявши до уваги, що {\displaystyle \ v={\frac {dx}{dt}}}, можна отримати:
{\displaystyle \ \int vdt=x=\int {\frac {(const_{1}+at)dt}{\sqrt {1+{\frac {(const_{1}+at)^{2}}{c^{2}}}}}}=\left|const_{1}+at=k,dk={\frac {dt}{a}}\right|={\frac {1}{a}}\int {\frac {kdk}{\sqrt {1+{\frac {k^{2}}{c^{2}}}}}}={\frac {c^{2}}{2a}}\int {\frac {d({\frac {k^{2}}{c^{2}}})}{\sqrt {1+{\frac {k^{2}}{c^{2}}}}}}=}
{\displaystyle \ =x_{0}+{\frac {c^{2}}{a}}\left({\sqrt {1+{\frac {(at+const_{1})^{2}}{c^{2}}}}}-{\sqrt {1+{\frac {const_{1}^{2}}{c^{2}}}}}\right)\qquad (.3)}.
Кожне з рівнянь у граничному випадку переходить у рівняння нерелятивістської кінематики. Дійсно, із {\displaystyle \ (.1)} при {\displaystyle \ c->\infty } одразу виходить вираз
{\displaystyle \ a={\frac {dv}{dt}}},
із {\displaystyle \ (.2)} -
{\displaystyle \ v\approx (const_{1}+at)\left(1-{\frac {(const_{1}+at)^{2}}{c^{2}}}\right)\approx const_{1}+at\approx |const_{1}\approx v_{0}|=v_{0}+at},
а з {\displaystyle \ (.3)} -
{\displaystyle \ x\approx x_{0}+{\frac {c^{2}}{a}}\left(1+{\frac {(const_{1}+at)^{2}}{c^{2}}}-1-{\frac {const_{1}^{2}}{c^{2}}}\right)=x_{0}+{\frac {c^{2}}{a}}{\frac {1}{2c^{2}}}2const_{1}at+{\frac {c^{2}}{a^{2}}}{\frac {a^{2}t^{2}}{2c^{2}}}=x_{0}+const_{1}t+{\frac {at^{2}}{2}}\approx x_{0}+v_{0}t+{\frac {at^{2}}{2}}}.

## 4-вектор прискорення
У теорії відносності рух зі змінною швидкістю теж характеризується певною величиною, аналогічною прискоренню, але, на відміну від звичайного прискорення, 4-вектор прискорення є другою похідною від 4-вектора координат не за часом, а за просторово-часовим інтервалом.
{\displaystyle a^{i}={\frac {d^{2}x^{i}}{ds^{2}}}={\frac {du^{i}}{ds}}}.
4-вектор прискорення завжди «перпендикулярний» до 4-швидкості
{\displaystyle u_{i}a^{i}=0\,}.
Особливістю руху в теорії відносності є те, що швидкість тіла ніколи не може перевищити значення швидкості світла. Навіть у випадку, якщо на тіло діятиме стала сила, його прискорення зменшується зі зростанням швидкості й прямує до нуля при наближенні до швидкості світла.
У класичній механіці значення прискорення не змінюється при переході від однієї інерціальної системи відліку до іншої, тобто прискорення інваріантне відносно перетворень Галілея. 4-прискорення у теорії відносності є 4-вектором, тобто при перетвореннях Лоренца змінюється подібно до просторово-часових координат.
У системі відліку, котра рухається з прискоренням, на тіло діє сила інерції. Загальна теорія відносності постулює через принцип еквівалентності, що силу інерції неможливо відрізнити від гравітаційного поля, що пов'язано з рівністю інерційної та гравітаційної маси.

## Вимірювання

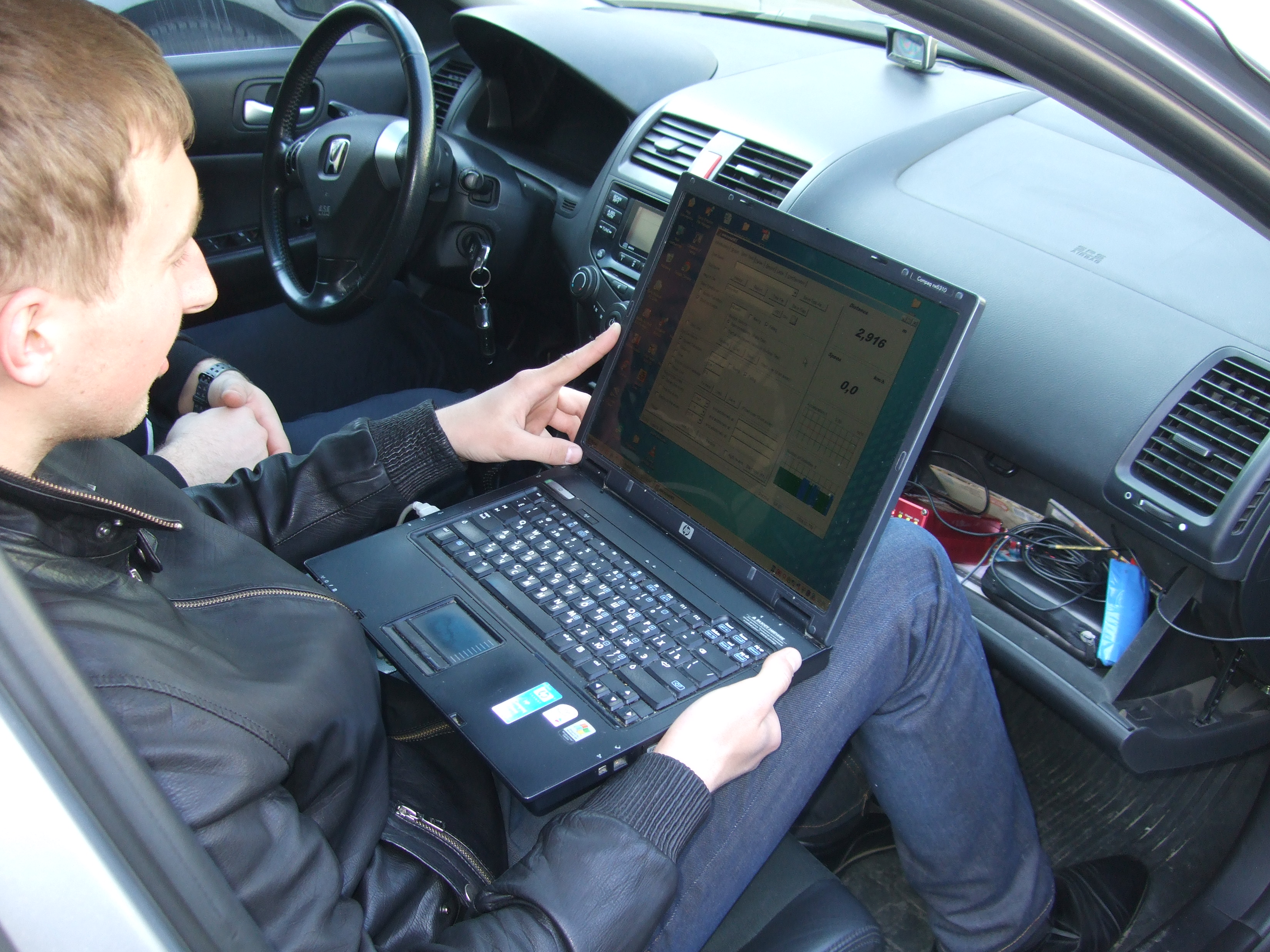
Підготовка студентів НТУ до випробувань гальмівної системи автомобіля
(Лабораторія ДП Укрметртестстандарт. GPS-система вимірювання шляху-швидкості-сповільнення/прискорення MicroSAT R20 із програмним забезпеченням MicroSAT RT. м. Київ. 18-04-2013)

Значення прискорення матеріального тіла може бути визначене безпосередньо чи опосередковано різними методами. Для визначення прискорення слід виокремлювати прискорення лінійного руху тіла та прискорення його обертального руху. До найпоширеніших із них відносяться:
1. Вимірювання сили {\displaystyle \mathbf {F} \;}, що діє на чутливий орган масою {\displaystyle \mathbf {m} \;} приладу чи його датчика, або деформації елементів кріплення чутливого органа, чи його переміщення під дією сили інерції, яка виникає під часу руху матеріального тіла із прискоренням.
2. Безпосереднє вимірювання відрізків шляху {\displaystyle \mathbf {d\mathbf {r} } \;}, який проходить матеріальне тіло за достатньо короткий проміжок часу {\displaystyle \mathbf {dt} \;}, і подальше визначення приросту чи зменшення Δ{\displaystyle \mathbf {r} \;} кожного із відрізків шляху за цей же достатньо короткий проміжок часу {\displaystyle \mathbf {dt} \;} для того, щоб визначити поточні значення {\displaystyle \mathbf {\frac {d^{2}\mathbf {r} }{dt^{2}}} \;} .

До засобів вимірювання прискорення, у яких застосовано перший із наведених методів, належать так звані акселерометри, деселерометри та/або акселерографи і деселерографи. Оскільки аналогічні сили виникають також і в полі тяжіння, то за допомогою акселерометрів можна вимірювати також і гравітацію. Акселерографи — прилади, що вимірюють й автоматично реєструють (у вигляді графічних залежностей та/або електронних таблиць чи файлів даних із послідовним доступом) поточні значення прискорень поступального та/або обертального руху.
До засобів вимірювання прискорення, у яких застосовано другий із наведених методів, відносяться так звані прилади типу «п'яте колесо», які можуть бути механічними, оптичними, із електромагнітним чи інфрачервоним випромінюванням (із застосуванням ефекту Доплера) тощо. Найбільшого поширення набувають прилади, що базуються на професійних GPS-системах із застосуванням GPS-приймачів, що підтримують приймання диференційованих поправок від геостаціонарних служб навігаційного покриття EGNOS та/або WAAS, які забезпечують точність визначення координат від 28 мм до 28 см залежно від виробника, застосованого алгоритму оброблення даних та кількості супутників, від яких одночасно приймаються сигнали.
Для вимірювання обертального прискорення використовуються індукційні аксерерогенератори, які безпосередньо перетворюють прискорення обертання на електричну напругу величина якої пропорційна величині прискорення.

## Приклади прискорень
Значення прискорень для різних випадків руху:
| Вид руху                                     | Величина прискорення, м/с2 |
| -------------------------------------------- | -------------------------- |
| Пасажирський ліфт                            | 0,9…1,6                    |
| Поїзд метро                                  | 1                          |
| Автомобіль марки «Жигулі»                    | 1,5                        |
| Бігун на короткі дистанції                   | 1,5                        |
| Велосипедист                                 | 1,7                        |
| Ковзаняр                                     | 1,9                        |
| Мотоцикл                                     | 3…6                        |
| Екстрене гальмування автомобіля              | 4…8                        |
| Усейн Болт, максимальне прискорення          | 8                          |
| Гоночний автомобіль                          | 8…9                        |
| Гальмування при відкриванні парашута         | 30 (3g)                    |
| Запуск та гальмування космічного корабля     | 40…60 (4…6g)               |
| Маневр реактивного літака                    | до 100 (до 10g)            |
| Паля після удару копром                      | 300                        |
| Поршень двигуна внутрішнього згоряння        | 3 · 103                    |
| Куля в стволі гвинтівки                      | 2,5 · 105                  |
| Мікрочастки у прискорювачі заряджених часток | (2…50) · 1014              |

Примітка: тут прийнято, що g ≈ 10 м/с2.

## Цікаві факти
Найбільше прискорення твердого тіла, яке вдалося отримати в лабораторних умовах, становило 1010g. Для досліду вчені застосували так звану Z-машину (Z Machine), яка створює надзвичайно потужний імпульс магнітного поля, який прискорює в спеціальному каналі снаряд — алюмінієву пластинку розміром 30×15 мм і товщиною 0,85 мм. Швидкість снаряда становила приблизно 34 км/с (у 50 разів швидше за кулю[яку?]).